# Saint-Léger-de-Linières
Saint-Léger-de-Linières község Franciaország Loire mente régiójában, Maine-et-Loire megyében. Új községként 2019. január 1-jén jött létre Saint-Léger-des-Bois és Saint-Jean-de-Linières korábbi községek egyesítésével. 
Az egyesüléskor az új község lélekszáma 3550 fő lett. Lakosainak száma 3860 fő (2022. január 1.).

## Népesség
| Lakosok száma | 3597 | 3637 | 3694 | 3749 | 3804 | 3860 |
|               | 2017 | 2018 | 2019 | 2020 | 2021 | 2022 |